# Aegyptobia edenvillensis
Aegyptobia edenvillensis är en spindeldjursart som beskrevs av Meyer 1979. Aegyptobia edenvillensis ingår i släktet Aegyptobia och familjen Tenuipalpidae. Inga underarter finns listade i Catalogue of Life.